# امپراتور رنزونگ
امپراتور رنزونگ (تولد:۳۰ مه ۱۰۱۰ -مرگ: ۳۰ آوریل ۱۰۶۳ میلادی) چهارمین امپراتور دودمان سونگ بود که از ۱۰۲۲ تا ۱۰۶۳ م. فرمانروایی کرد. در دورهٔ بلند حکومت او (۴۰ سال) دودمان سونگ در اقتدار به سر می‌برد اما درهمین زمان بود که ضعف و شکنندگی آن آغاز شد وی در اوایل حکومتش به صورت رسمی شدیداً تحت نظارت و کنترل امپراتریس لیو بود و در این مدت تماماً در زیر سایه قدرت نامادریش بود و امپراتریس بیوه لیو به عنوان نایب السلطنه وی به مدت ۱۱ سال تا هنگام مرگ خودش به تنهایی فرمانروای دودمان سونگ بود و لباس امپراتوری بر می کرد و تماماً بر چین بر حق خود آزادانه حکومت کرد رنزونگ با مرگ نامادری خود امپراتریس لیو به قدرت اصلی و راستین رسید و شروع به فرمانروایی به صورت یگانه و آزادانه کرد. یکی از دلایل ضعف او در تفسیری که وی از سیاست خارجی داشت نهفته است.

## مرگ
امپراتور رنزونگ سرانجام در سال ۱۰۶۳ میلادی بی آنکه ولیعهدی تعیین کرده باشد، درگذشت.